# بخش مرکزی شهرستان میان‌جلگه
بخش مرکزی، یکی از بخش‌های شهرستان میان‌جلگه در استان خراسان رضوی ایران است. مرکز این بخش، شهر عشق‌آباد است.

## تقسیمات کشوری
- بخش مرکزی شهرستان میان‌جلگه
  - دهستان عشق‌آباد
  - دهستان غزالی

شهر: عشق‌آباد

## جمعیت
بر پایه سرشماری عمومی نفوس و مسکن در سال ۱۳۹۵، جمعیت بخش مرکزی شهرستان میان‌جلگه برابر با ۲۷٬۲۱۴ نفر بوده است.